# Tomari (Hokkaidō)
Tomari (泊村?, Tomari-mura) è un villaggio del Giappone situato nella zona orientale della prefettura di Hokkaidō. Fa parte del distretto di Furuu, nella sottoprefettura di Shiribeshi.